# Zpívající fontána (Mariánské Lázně)
Zpívající fontána je multimediální koncertní fontána nacházející se na kolonádě Maxima Gorkého v Mariánských Lázních v okrese Cheb v Karlovarském kraji. Pochází z roku 1986 a je vyrobena z nerezu a kamene. V letech 2024–2025 prošla fontána celkovou rekonstrukcí, která spočívala ve výměně elektroniky, osvětlení, ozvučení a očištění nádrže.

## Vznik
Během přestavby kolonády započaté roku 1976 byl architekt Pavel Mikšík pověřen vypracovat výtvarné návrhy na tři fontány. Centrální koncertní fontána, která přináší produkci hudby s baletem vody a světla, byla nazvána fontánou Zpívající. Její výstavba probíhala v letech 1982–1986. Zprovozněna byla 30. dubna 1986.

## Popis

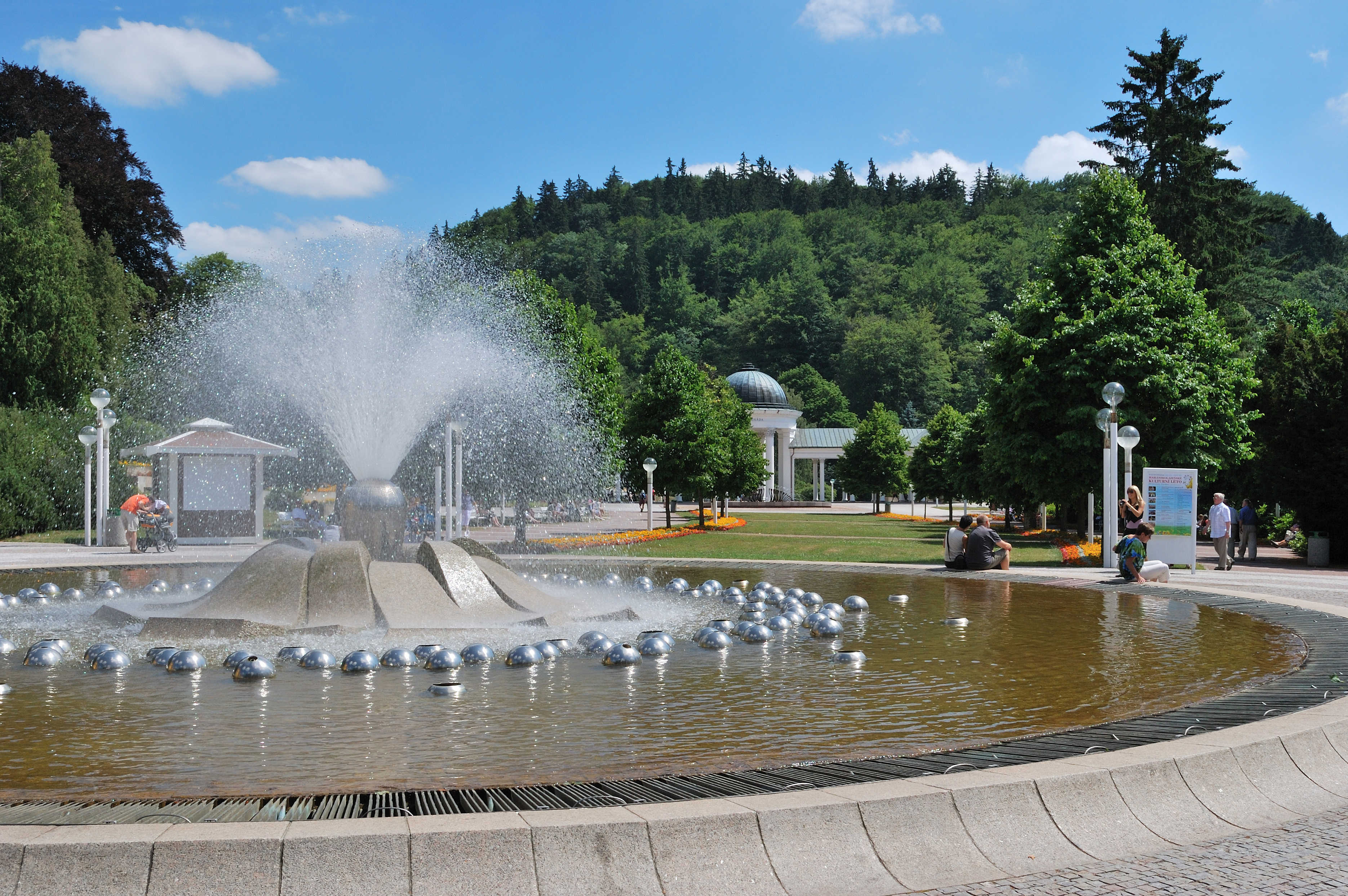
Zpívající fontána

Fontána má bazén kruhového tvaru, volně vystupující z dlažby. Ve středu fontány vystupuje z vodní hladiny 12 kamenných tvarů obepínající nerezovou centrální plastiku. Kompozice z kamene a kovu tvoří motiv vodního květu, plovoucím na vodní hladině. Fontána má barevné osvětlení. „Vodní balet“ hudby a světla je ovládán elektronicky, řídicí místnost s počítačem je umístěna v areálu kolonády. Vnější průměr bazénu je 20 metrů. Technické zázemí, tj. strojovna s deseti čerpadly o příkonu 70 kW, akumulační nádrž na 25 m3 vody a elektrická rozvodna, je umístěno v podzemí pod fontánou.
Voda vychází z deseti základních vodních okruhů, které různým přepínáním tvoří mnohotvaré dynamické formy. Dva okruhy jsou tvořeny 330 tryskami směřujícími do středu fontány, rozmístěnými po jejím obvodu. Další okruhy tvoří centrální střik, který dosahuje výšky 6 m, a trysky směřující k obvodu fontány, které jsou rozmístěny na středové plastice.
Fontána hraje každý den od 7 hodin v lichou hodinu, ve 21 a 22 hodin se světelnou projekci v termínu zahájení provozu dne 30. dubna od 21 hodin do dne ukončení provozu 31. října ve 20 hodin, skladby jsou přehrávány dle určeného programu.

## Koncerty
Zpívající fontána je v provozu pravidelně v lázeňské sezóně, hraje každou lichou hodinu. V repertoáru jsou desítky skladeb různých autorů.
První skladbu přímo pro fontánu složil autor hudby k televizním seriálům a filmům Petr Hapka. Pro svoji skladbu udělal také první choreografii. Profesionální choreografové z Národního divadla v Praze vytvořili choreografii na skladby světových autorů od Mozarta po Vangelise. Rok co rok byla pro hudební skladatele vypisována soutěž na hudbu pro fontánu. Ty nejlepší se staly součástí programu.

## Věhlas
Zpívající fontána se stala populární v Čechách ale také v zahraničí. Pořádaly se autobusové zájezdy na koncerty fontány z okolních měst i ze zahraničí. Úspěch Zpívající fontány byl takový, že ovlivnil podobu rekonstrukce Křižíkovy světelné fontány z roku 1991, rekonstrukci Zpívající fontány v Košicích z roku 1996 a o podobné fontány byl zájem také v Německu, ve Francii, Rusku a USA. Národní umělec, herec a spisovatel Miroslav Horníček po návštěvě koncertu Zpívající fontány byl natolik unesen uměleckým dojmem, že napsal „List vodě“. V tomto uměleckém díle, které také bylo vydáno na akustických nosičích, přiznává, že koncert fontány byl pro něho takovým zážitkem, že se nestyděl projevit slzy radosti a dojetí.